# August Tholuck
Friedrich August Gottreu Tholuck (30. března 1799 ve Vratislavi – 10. června 1877 v Halle), známý jako August Tholuck, byl německý protestantský teolog.
Zabýval se zejména biblistikou. Byl kritický vůči racionalistické teologii.